# Frauenarzt (Rapper)/Diskografie
Diese Diskografie ist eine Übersicht über die musikalischen Werke des deutschen Rappers Frauenarzt und seiner Pseudonyme wie DJ Kologe, Günny, MC Digital F und Räuber Rob. Den Schallplattenauszeichnungen zufolge hat er bisher mehr als 1,4 Millionen Tonträger verkauft. Seine erfolgreichste Veröffentlichung ist die Single Extasy mit über 400.000 verkauften Einheiten.

## Bandprojekte und Rapkombos
- Atzen Musik: Frauenarzt und Manny Marc
- Bass Crew: Basstard, Frauenarzt, MC Bogy
- Mehr Kohle Atzen: Chuky, Frauenarzt, Smoky
- Die Atzen: Frauenarzt und Manny Marc
- Porno Mafia: Frauenarzt und King Orgasmus One

## Alben

### Studioalben
| Jahr | Titel Musiklabel | Höchstplatzierung, Gesamtwochen, AuszeichnungChartplatzierungen (Jahr, Titel, Musiklabel, Platzierungen, Wochen, Auszeichnungen, Anmerkungen) | Höchstplatzierung, Gesamtwochen, AuszeichnungChartplatzierungen (Jahr, Titel, Musiklabel, Platzierungen, Wochen, Auszeichnungen, Anmerkungen) | Höchstplatzierung, Gesamtwochen, AuszeichnungChartplatzierungen (Jahr, Titel, Musiklabel, Platzierungen, Wochen, Auszeichnungen, Anmerkungen) | Anmerkungen                                       |
| Jahr | Titel Musiklabel | DE | AT | CH | Anmerkungen                                       |
| ---- | --- | --- | --- | --- | ------------------------------------------------- |
| 1999 | BC Bassboxxx (BBX) | — | — | — | Erstveröffentlichung: 1999                        |
| 2000 | Tanga Tanga Bassboxxx (BBX) | — | — | — | Erstveröffentlichung: 2000                        |
| 2000 | Untergrund solo Bassboxxx • Tanga Records (BBX)                                                                                       | — | — | — | Erstveröffentlichung: November 2000 indiziert     |
| 2003 | Untergrund solo – Vol. 2 auch bekannt als: U.S. Vol. 2 (Zerhackt und runtergeschraubt) Mehr Kohle Records • Rap Haus Records (Distri) | — | — | — | Erstveröffentlichung: 2003 indiziert              |
| 2003 | Tanga Tanga 2003 Rap Haus Records (Distri)                                                                                            | — | — | — | Erstveröffentlichung: 5. Juni 2003 indiziert      |
| 2005 | Der Untergrundkönig Mehr Kohle Records (Distri)                                                                                       | — | — | — | Erstveröffentlichung: 25. November 2005 indiziert |
| 2007 | Dr. Sex Ghetto Musik (Distri) | — | — | — | Erstveröffentlichung: 1. Juni 2007 indiziert      |
| 2016 | Mutterficker Proletik Records (UMG)                                                                                                   | DE7 (3 Wo.)DE | AT42 (1 Wo.)AT | CH44 (1 Wo.)CH | Erstveröffentlichung: 6. Mai 2016                 |
| 2020 | XXX Bassboxxx (Believe) | DE10 (1 Wo.)DE | AT74 (1 Wo.)AT | — | Erstveröffentlichung: 28. Februar 2020            |
| 2023 | Hall of Fame Proletik Records (Believe)                                                                                               | DE10 (1 Wo.)DE | — | — | Erstveröffentlichung: 31. März 2023               |

### Kollaboalben
| Jahr | Titel Musiklabel                                                     | Höchstplatzierung, Gesamtwochen, AuszeichnungChartplatzierungen (Jahr, Titel, Musiklabel, Platzierungen, Wochen, Auszeichnungen, Anmerkungen) | Höchstplatzierung, Gesamtwochen, AuszeichnungChartplatzierungen (Jahr, Titel, Musiklabel, Platzierungen, Wochen, Auszeichnungen, Anmerkungen) | Höchstplatzierung, Gesamtwochen, AuszeichnungChartplatzierungen (Jahr, Titel, Musiklabel, Platzierungen, Wochen, Auszeichnungen, Anmerkungen) | Anmerkungen                                                                          |
| Jahr | Titel Musiklabel                                                     | DE | AT | CH | Anmerkungen                                                                          |
| ---- | -------------------------------------------------------------------- | --- | --- | --- | ------------------------------------------------------------------------------------ |
| 2001 | Krieg mit uns Independent Major Label Records (Distri)               | — | — | — | Erstveröffentlichung: 2001 als MC Digital F mit DJ Monoton K                         |
| 2002 | Porno Party Rap Haus Records (Distri)                                | — | — | — | Erstveröffentlichung: 2002 mit Mr. Long; indiziert                                   |
| 2005 | Berlin bleibt Untergrund Bassclub • Mehr Kohle Records (Distri)      | — | — | — | Erstveröffentlichung: 2005 mit Manny Marc                                            |
| 2005 | Porno Party 2 … Die Party muss weitergehen Porno Party Records (PPR) | — | — | — | Erstveröffentlichung: 2005 mit Mr. Long; indiziert                                   |
| 2005 | … machen Ärger Mehr Kohle Records • Rap Haus Records (Distri)        | — | — | — | Erstveröffentlichung: 3. Juni 2005 als Mehr Kohle Atzen; indiziert                   |
| 2006 | Porno Mafia Bassboxxx (Distri)                                       | — | — | — | Erstveröffentlichung: 5. Mai 2006 mit King Orgasmus One; indiziert und beschlagnahmt |
| 2008 | Feiern mit den Pleitegeiern Ghetto Musik (Supafly)                   | — | — | — | Erstveröffentlichung: 21. März 2008 mit Manny Marc                                   |
| 2008 | Atzen Musik Vol. 1 Kontor Records (Edel)                             | DE86 (3 Wo.)DE | — | — | Erstveröffentlichung: 10. Oktober 2008 als Die Atzen                                 |
| 2009 | 13 Hirntot Records • Trauma Klan (HT)                                | — | — | — | Erstveröffentlichung: 13. Februar 2009 als Räuber Rob mit Dr. Faustus                |
| 2009 | Untergrund Bassboxxx • Hirntot Records (Distri)                      | — | — | — | Erstveröffentlichung: 11. Dezember 2009 als Arzt mit Blokk                           |
| 2010 | Atzen Musik Vol. 2 Kontor Records (Edel)                             | DE5 Gold · (27 Wo.)DE | AT10 (21 Wo.)AT | CH48 (6 Wo.)CH | Erstveröffentlichung: 26. Februar 2010 Verkäufe: + 100.000; als Die Atzen            |
| 2011 | Party Chaos Kontor Records (Edel)                                    | DE15 (7 Wo.)DE | AT35 (6 Wo.)AT | CH37 (6 Wo.)CH | Erstveröffentlichung: 18. März 2011 als Die Atzen                                    |
| 2012 | Atzen Musik Vol. 3 Kontor Records (Edel)                             | DE16 (3 Wo.)DE | — | CH73 (1 Wo.)CH | Erstveröffentlichung: 11. Mai 2012 als Die Atzen                                     |
| 2013 | R.A.P. Independent Major Label Records (Distri)                      | — | — | — | Erstveröffentlichung: 29. März 2013 als MC Digital F mit DJ Monoton K                |
| 2017 | Gott Fick Die Biaaatch Rekordz • Proletik Records (UMG)              | DE8 (2 Wo.)DE | AT40 (1 Wo.)AT | CH57 (1 Wo.)CH | Erstveröffentlichung: 26. Mai 2017 mit Taktloss                                      |
| 2019 | Porno Mafia – Kings of Bass I Luv Money Records (Soulfood)           | DE12 (1 Wo.)DE | AT44 (1 Wo.)AT | — | Erstveröffentlichung: 30. August 2019 mit King Orgasmus One                          |

### Kompilationen
| Jahr | Titel Musiklabel                                                     | Anmerkungen                                                        |
| ---- | -------------------------------------------------------------------- | ------------------------------------------------------------------ |
| 2002 | Unveröffentlichte Untergrund-Hits Bassboxxx • Tanga Records (Distri) | Erstveröffentlichung: 2002                                         |
| 2006 | Brennt den Club ab – Die größten Hits Mehr Kohle Records (MKR)       | Erstveröffentlichung: 7. April 2006 indiziert                      |
| 2006 | Geschäft ist Geschäft – Gastparts Teil 1 Mehr Kohle Records (MKR)    | Erstveröffentlichung: 27. Oktober 2006 indiziert und beschlagnahmt |
| 2007 | Jetzt reichts!!! – Gastparts Teil 2 Ghetto Musik (Distri)            | Erstveröffentlichung: 9. März 2007                                 |
| 2008 | Feuchte Träume – Gastparts III Atzen Musik (Distri)                  | Erstveröffentlichung: 23. Mai 2008 indiziert                       |

### Mixtapes
| Jahr | Titel Musiklabel                                                   | Anmerkungen                                                       |
| ---- | ------------------------------------------------------------------ | ----------------------------------------------------------------- |
| 2000 | Wixtape 1 – Bass Computer 2000 Bassclub (Distri)                   | Erstveröffentlichung: 2000 als DJ Kologe mit DJ Manny Marc        |
| 2004 | Wixtape 2 – Kings of Berlin Bass Bassclub (Distri)                 | Erstveröffentlichung: 2004 als DJ Kologe mit DJ Manny Marc        |
| 2004 | Wixtape 3 – Hardcore-Rap Bassclub (Distri)                         | Erstveröffentlichung: August 2004 als DJ Kologe mit DJ Manny Marc |
| 2005 | Wixtape 4 – Gangster Wix Bassclub (Distri)                         | Erstveröffentlichung: 2005 als DJ Kologe mit DJ Manny Marc        |
| 2005 | Berlin bleibt Untergrund – Das Mixtape Mehr Kohle Records (Distri) | Erstveröffentlichung: 2005 mit Manny Marc                         |

## Singles

### Als Leadmusiker
| Jahr | Titel Album                                                  | Höchstplatzierung, Gesamtwochen, AuszeichnungChartplatzierungen (Jahr, Titel, Album, Platzierungen, Wochen, Auszeichnungen, Anmerkungen) | Höchstplatzierung, Gesamtwochen, AuszeichnungChartplatzierungen (Jahr, Titel, Album, Platzierungen, Wochen, Auszeichnungen, Anmerkungen) | Höchstplatzierung, Gesamtwochen, AuszeichnungChartplatzierungen (Jahr, Titel, Album, Platzierungen, Wochen, Auszeichnungen, Anmerkungen) | Anmerkungen                                                                                               |
| Jahr | Titel Album                                                  | DE | AT | CH | Anmerkungen                                                                                               |
| ---- | ------------------------------------------------------------ | --- | --- | --- | --- |
| 2005 | T-Shirt und Jeans Der Untergrundkönig                        | — | — | — | Erstveröffentlichung: 28. Oktober 2005                                                                    |
| 2008 | Florida Lady Atzen Musik Vol. 1                              | DE89 (1 Wo.)DE | — | — | Erstveröffentlichung: September 2008 als Die Atzen feat. Alexander Marcus Original: Fancy – Slice Me Nice |
| 2008 | Ein ganz normaler Atze Atzen Musik Vol. 2                    | — | — | — | Erstveröffentlichung: 12. Dezember 2008 als Die Atzen                                                     |
| 2009 | Solange die Sonne scheint –                                  | — | — | — | Erstveröffentlichung: 15. Mai 2009 als Räuber Rob feat. Blokkmonsta, Uzi & Trauma Klan                    |
| 2009 | Das geht ab! (Wir feiern die ganze Nacht) Atzen Musik Vol. 1 | DE8 Platin · (70 Wo.)DE | AT5 (50 Wo.)AT | CH13 (50 Wo.)CH | Erstveröffentlichung: 5. Juni 2009 Verkäufe: + 300.000; als Die Atzen                                     |
| 2010 | Disco Pogo Atzen Musik Vol. 2                                | DE2 Platin · (47 Wo.)DE | AT4 (36 Wo.)AT | CH20 (35 Wo.)CH | Erstveröffentlichung: 9. Januar 2010 Verkäufe: + 300.000; als Die Atzen                                   |
| 2010 | Atzin Atzen Musik Vol. 2                                     | DE16 (15 Wo.)DE | AT20 (15 Wo.)AT | — | Erstveröffentlichung: 19. März 2010 als Die Atzen                                                         |
| 2010 | Sonnenstudio Marion Atzen Musik Vol. 2                       | — | — | — | Erstveröffentlichung: 11. Juni 2010 als Die Atzen feat. Jürgen Drews                                      |
| 2010 | Rock die Scheiße fett Atzen Musik Vol. 2                     | DE34 (5 Wo.)DE | AT47 (3 Wo.)AT | — | Erstveröffentlichung: 30. Juli 2010 als Die Atzen                                                         |
| 2011 | Strobo Pop Party Chaos                                       | DE14 Platin · (24 Wo.)DE | AT10 (21 Wo.)AT | CH36 (7 Wo.)CH | Erstveröffentlichung: 11. März 2011 Verkäufe: + 300.000; als Die Atzen feat. Nena                         |
| 2011 | Hasta la Atze Party Chaos                                    | DE74 (2 Wo.)DE | — | — | Erstveröffentlichung: 8. Juli 2011 als Die Atzen                                                          |
| 2012 | Party (ich will abgehn) Atzen Musik Vol. 3                   | DE45 (7 Wo.)DE | AT50 (2 Wo.)AT | — | Erstveröffentlichung: 18. Mai 2012 als Die Atzen                                                          |
| 2012 | Feiern? Okay! Atzen Musik Vol. 3                             | — | — | — | Erstveröffentlichung: 17. August 2012 (Remix) als Die Atzen                                               |
| 2014 | Joko Diss –                                                  | DE24 (2 Wo.)DE | AT18 (2 Wo.)AT | CH35 (1 Wo.)CH | Erstveröffentlichung: 15. April 2014 mit Eko Fresh, Manny Marc & Bass Sultan Hengzt                       |
| 2017 | Plan B –                                                     | — | — | — | Erstveröffentlichung: 9. Juni 2017 als Die Atzen mit B-Lash & MC Bogy feat. Eugene Boateng                |
| 2017 | Egal was du sagst Gott                                       | — | — | — | Erstveröffentlichung: 26. Juli 2017 (Remix) mit Taktloss feat. Burak                                      |
| 2019 | Getunte Autos –                                              | — | — | — | Erstveröffentlichung: 31. Januar 2019 feat. Mr. Long                                                      |
| 2019 | Ballern –                                                    | — | — | — | Erstveröffentlichung: 25. Juli 2019 als Die Atzen                                                         |
| 2020 | Diss Is Nice –                                               | — | — | — | Erstveröffentlichung: 1. Juli 2020 als Die Atzen                                                          |
| 2022 | Tag Team Hall of Fame                                        | DE34 (1 Wo.)DE | AT67 (1 Wo.)AT | — | Erstveröffentlichung: 4. März 2022 feat. Bonez MC                                                         |
| 2022 | T-Shirt & Jeans 2.0 Hall of Fame                             | DE— aDE | — | — | Erstveröffentlichung: 1. April 2022 feat. Sido                                                            |
| 2022 | Brennt den Club ab Hall of Fame                              | — | — | — | Erstveröffentlichung: 17. Juni 2022 feat. Diloman & Kasimir1441                                           |
| 2022 | Bassboxxx Hall of Fame                                       | — | — | — | Erstveröffentlichung: 18. November 2022 feat. Orgasmus                                                    |
| 2022 | Wilder als du Hall of Fame                                   | — | — | — | Erstveröffentlichung: 16. Dezember 2022 feat. 102 Boyz                                                    |
| 2023 | Ladi dadi Hall of Fame                                       | — | — | — | Erstveröffentlichung: 20. Januar 2023 feat. Olexesh                                                       |
| 2023 | Getunte Autos 2 Hall of Fame                                 | — | — | — | Erstveröffentlichung: 10. Februar 2023 mit LX feat. DJ Reckless                                           |
| 2023 | Komm! (Du weißt wie’s geht) Hall of Fame                     | — | — | — | Erstveröffentlichung: 10. Februar 2023 feat. The Cratez & DJ DeeVoe                                       |
| 2023 | Spring Break Hall of Fame                                    | — | — | — | Erstveröffentlichung: 30. März 2023 feat. Maxwell & Joshi Mizu                                            |
| 2024 | Atze seit Tag 1 –                                            | DE— bDE | — | — | Erstveröffentlichung: 26. Juli 2024 mit Filow                                                             |

### Als Gastmusiker
| Jahr | Titel Album                      | Höchstplatzierung, Gesamtwochen, AuszeichnungChartplatzierungen (Jahr, Titel, Album, Platzierungen, Wochen, Auszeichnungen, Anmerkungen) | Höchstplatzierung, Gesamtwochen, AuszeichnungChartplatzierungen (Jahr, Titel, Album, Platzierungen, Wochen, Auszeichnungen, Anmerkungen) | Höchstplatzierung, Gesamtwochen, AuszeichnungChartplatzierungen (Jahr, Titel, Album, Platzierungen, Wochen, Auszeichnungen, Anmerkungen) | Anmerkungen |
| Jahr | Titel Album                      | DE | AT | CH | Anmerkungen |
| ---- | -------------------------------- | --- | --- | --- | --- |
| 2009 | Wir sind in –                    | — | — | — | Erstveröffentlichung: 20. März 2009 Ren da Gemini feat. Frauenarzt |
| 2018 | Alles cool –                     | — | — | — | Erstveröffentlichung: 14. Dezember 2018 Enemykoyim feat. Frauenarzt |
| 2019 | Komm und guck –                  | — | — | — | Erstveröffentlichung: 8. März 2019 Ghazy030 feat. Frauenarzt |
| 2019 | Bitchez –                        | — | — | — | Erstveröffentlichung: 21. Juni 2019 Anna Chiara feat. Frauenarzt |
| 2019 | Tili All Starz –                 | — | — | — | Erstveröffentlichung: 20. September 2019 Boysindahood feat. Jigzaw, Shadow030, Frauenarzt, Greeny, Bato & Mosenu |
| 2020 | Katsching –                      | DE89 (1 Wo.)DE | — | — | Erstveröffentlichung: 12. Juni 2020 Knossi feat. Die Atzen |
| 2020 | Laber nicht –                    | — | — | — | Erstveröffentlichung: 7. August 2020 Forsha feat. Die Atzen |
| 2020 | Lösch meine Nummer Herzi         | — | — | — | Erstveröffentlichung: 11. Dezember 2020 Herzog feat. KKuba102 & Frauenarzt |
| 2021 | Extasy Sampler 5                 | DE1 Platin · (17 Wo.)DE | AT3 (10 Wo.)AT | CH11 (5 Wo.)CH | Erstveröffentlichung: 6. Mai 2021 Verkäufe: + 400.000; Bonez MC feat. Frauenarzt |
| 2021 | Pusher Lass es uns kriegen       | — | — | — | Erstveröffentlichung: 22. Oktober 2021 Big Toe feat. Frauenarzt |
| 2022 | Ich weiss Veli mittendrin        | — | — | — | Erstveröffentlichung: 22. April 2022 Crackaveli feat. Frauenarzt |
| 2022 | Shake 8 (Deluxe Version)         | — | — | — | Erstveröffentlichung: 2. Juni 2022 Diloman feat. Frauenarzt |
| 2025 | Whoopty Whoo –                   | — | — | — | Erstveröffentlichung: 24. Januar 2025 AchtVier feat. Frauenarzt & Maxwell |
| 2025 | Bissu dumm ¿ (Megalodon Remix) – | DE8 (4 Wo.)DE | AT15 (2 Wo.)AT | CH19 (2 Wo.)CH | Erstveröffentlichung: 16. April 2025 Bonez MC & Nate57 feat. AchtVier, AK 33, AK Ausserkontrolle, Azad, Big Toe, Caney030, Celo & Abdi, Crackaveli, Curse, Dardan, Die P, Eno, Finch, Frauenarzt, Hakan Abi, Haze, Jaill, Jan Delay, Jonesmann, Juju, Kaisa Natron, Kolja Goldstein, Kontra K, Kwam.E, Laas Unltd., LX, Makko, Massiv, MP Freshly, Nizi19, Olexesh, OTW, Reeperbahn Kareem, Sa4, Saliou, Samra, Sido, Silva, Sil3A, Ski Aggu, Tom Hengst, Vega, Veysel, Zined |

## Videoalben und Musikvideos

### Videoalben
| Jahr | Titel Musiklabel                            | Anmerkungen                            |
| ---- | ------------------------------------------- | -------------------------------------- |
| 2004 | Berlin Untergrund Rap Haus Records (Distri) | Erstveröffentlichung: 2004 mit DJ Korx |

### Musikvideos
| Jahr | Titel                                     | Regie                                               |
| ---- | ----------------------------------------- | --------------------------------------------------- |
| 2007 | Brennt den Club ab                        | Rocco Kopecny                                       |
| 2008 | Florida Lady                              | Matthias Henke, Sebastian Ungrad                    |
| 2008 | Das geht ab! (Wir feiern die ganze Nacht) | Daniel Hyan                                         |
| 2008 | Ein ganz normaler Atze                    | Alexander Bartole, Matthias Henke, Sebastian Ungrad |
| 2009 | Das Leben ist geil                        |                                                     |
| 2009 | Disco Pogo                                | Mark Feuerstake                                     |
| 2010 | Atzin                                     | Mark Feuerstake                                     |
| 2010 | Sonnenstudio Marion                       | Friedrich Kautz                                     |
| 2010 | Rock die Scheiße fett                     | Mark Feuerstake                                     |
| 2011 | Strobo Pop                                | Specter Berlin                                      |
| 2011 | Norman Zoo                                | Specter Berlin                                      |
| 2011 | Hasta la Atze                             |                                                     |
| 2012 | Party (ich will abgehn)                   | Specter Berlin                                      |
| 2012 | Feiern? Okay!                             |                                                     |
| 2012 | Looki Looki                               |                                                     |
| 2013 | Mach dein Ding                            | Postbusters                                         |
| 2013 | 30-11-80                                  |                                                     |
| 2014 | Seh gut dabei aus                         |                                                     |
| 2016 | Zieh dein Shirt aus                       | Chehad Abdallah                                     |
| 2016 | Ketten raus Kragen hoch                   | Chehad Abdallah                                     |
| 2016 | Nachbarviertelterrorist                   | Chehad Abdallah                                     |
| 2016 | Ich rolle mit meim Besten (Remix)         |                                                     |
| 2017 | 31er                                      | Ulf Gunshot                                         |
| 2017 | Egal was du sagst                         | Chehad Abdallah                                     |
| 2017 | Jemand muss es tun                        | Tim Waber                                           |
| 2018 | Geil für immer                            |                                                     |
| 2018 | Gänsehaut                                 | MG Video                                            |
| 2019 | Ballern                                   | Ian Robertson                                       |
| 2020 | Alles Baba                                | Philipp Himburg                                     |
| 2020 | Katsching                                 | Fati.TV                                             |
| 2020 | Diss Is Nice                              | Gregor Erler                                        |
| 2020 | Mach ma nich so                           | Marvin Ströter                                      |
| 2021 | Extasy                                    | Bonez MC, Pascal Kerouche                           |
| 2022 | Tag Team                                  | Bonez MC, Pascal Kerouche                           |
| 2022 | T-Shirt & Jeans 2.0                       | Paul Henschel                                       |
| 2022 | Ich weiss                                 | Benny030                                            |
| 2022 | Shake                                     | Max Elyx, Daniel Sluga                              |
| 2022 | Brennt den Club ab                        | Max Elyx                                            |
| 2022 | Bassboxxx                                 | MG Kini                                             |
| 2022 | Wilder als du                             | MG Kini                                             |
| 2023 | Ladi dadi                                 | MG Kini                                             |
| 2023 | Getunte Autos 2                           | Adam Klik                                           |
| 2024 | Atze seit Tag 1                           | Limematrix                                          |
| 2025 | Whoopty Whoo                              | Cut the Future                                      |
| 2025 | Bissu dumm ¿ (Megalodon Remix)            | Benny 030                                           |

## Promoveröffentlichungen
| Jahr | Titel Album                                            | Anmerkungen                            |
| ---- | ------------------------------------------------------ | -------------------------------------- |
| 2009 | Das Leben ist geil Atzen Musik Vol. 2 (Deluxe-Edition) | Erstveröffentlichung: 13. Oktober 2009 |

| Jahr | Titel Album                                | Anmerkungen                                                                     |
| ---- | ------------------------------------------ | ------------------------------------------------------------------------------- |
| 2018 | Auf der Flucht Falco – Sterben um zu leben | Erstveröffentlichung: 8. Juni 2018 feat. Falco                                  |
| 2019 | Hustle Non Stop Trap Tape                  | Erstveröffentlichung: 24. Mai 2019 DJ Reckless feat. Frauenarzt & Skinny Finsta |
| 2020 | Doppeldeckerfick XXX                       | Erstveröffentlichung: 14. Februar 2020                                          |
| 2020 | Autobass XXX                               | Erstveröffentlichung: 21. Februar 2020                                          |

## Sonderveröffentlichungen

### Alben
| Jahr | Titel Musiklabel                | Anmerkungen |
| ---- | ------------------------------- | --- |
| 2023 | Back in Bass EP Bassboxxx (BBX) | Erstveröffentlichung: 2023 mit Orgasmus als Porno Mafia Gratis-EP für alle Konzertbesucher der Porno Mafia Back in Bass Tour |

| Jahr | Titel Musiklabel                               | Anmerkungen                                                                               |
| ---- | ---------------------------------------------- | ----------------------------------------------------------------------------------------- |
| 2011 | Teufelswerk (Atzen Rock) Kontor Records (Edel) | Erstveröffentlichung: 18. März 2011 als Die Atzen; Teil von Party Chaos (Limited Edition) |

### Lieder
| Jahr | Titel Album                                                 | Anmerkungen |
| ---- | ----------------------------------------------------------- | --- |
| 1999 | Prolletik Poetik Demotape                                   | Erstveröffentlichung: 1999 Bushido feat. Tanga-Lili, Orgasmus & Günny                                                                         |
| 2000 | VorhangAuf BRP 3                                            | Erstveröffentlichung: 2000 Taktloss feat. Frauenarzt, Orgasmus, Basstard & Boogie                                                             |
| 2000 | Keep It Real BRP 4Life                                      | Erstveröffentlichung: 2000 Taktloss feat. Various Artists                                                                                     |
| 2000 | Es gibt kein Battle Es gibt kein Battle!!!                  | Erstveröffentlichung: 2000 Orgasmus feat. F.Arzt, Basstard & Taktloss                                                                         |
| 2000 | Brennt den Club ab! Rap Dämon                               | Erstveröffentlichung: 2000 MC Basstard feat. Frauenarzt & Orgasmus 69                                                                         |
| 2000 | Inzest Rap Dämon                                            | Erstveröffentlichung: 2000 MC Basstard feat. Frauenarzt & Orgasmus 69                                                                         |
| 2000 | Rap Dämon                                                   | Erstveröffentlichung: 2000 MC Basstard feat. Frauenarzt & Taktloss                                                                            |
| 2000 | Wenn die Bullen kommen … Rap Dämon                          | Erstveröffentlichung: 2000 als Bass Crew |
| 2000 | Freund od. Feind? Die Lätzten – 100min. (R)evolution        | Erstveröffentlichung: 2000 Mach One feat. Frauenarzt                                                                                          |
| 2000 | StudioGeez Die Lätzten – 100min. (R)evolution               | Erstveröffentlichung: 2000 Mach One feat. Frauenarzt                                                                                          |
| 2000 | Sladorama … sein Album                                      | Erstveröffentlichung: 2000 B-Tight feat. Frauenarzt, Orgasmus, Sido, Taktloss, Viagra B., Vokalmatador & Rhymin Simon                         |
| 2000 | Aggressiv Sex König                                         | Erstveröffentlichung: 2000 Orgasmus feat. Frauenarzt & BigBen                                                                                 |
| 2000 | Bassboxxx Clicke Sex König                                  | Erstveröffentlichung: 2000 Orgasmus feat. Frauenarzt, Ulli P., Mach One & Sperma One                                                          |
| 2000 | Böser Mann Sex König                                        | Erstveröffentlichung: 2000 Orgasmus feat. Frauenarzt & Ulli P.                                                                                |
| 2000 | Eckel & Sexisten Sex König                                  | Erstveröffentlichung: 2000 Orgasmus feat. Frauenarzt & Basstard                                                                               |
| 2000 | Hit Radio BC FM 69 Bonus Sex König                          | Erstveröffentlichung: 2000 Orgasmus feat. Frauenarzt & Viagra Bob                                                                             |
| 2000 | Lass mich ran! Sex König                                    | Erstveröffentlichung: 2000 Orgasmus feat. Frauenarzt, Ulli P., Mach One & Eddi                                                                |
| 2000 | Nuttenjagt Sex König                                        | Erstveröffentlichung: 2000 Orgasmus feat. Frauenarzt & Viagra Bob                                                                             |
| 2000 | Sex König                                                   | Erstveröffentlichung: 2000 Orgasmus feat. Frauenarzt                                                                                          |
| 2000 | Titten raus! Sex König                                      | Erstveröffentlichung: 2000 Orgasmus feat. Frauenarzt                                                                                          |
| 2000 | Werbe Bonus Sex König                                       | Erstveröffentlichung: 2000 Orgasmus feat. Frauenarzt                                                                                          |
| 2001 | Degreez Battlereimpriorität Nr. 7                           | Erstveröffentlichung: 2001 Taktloss feat. Rifleman & Frauenarzt                                                                               |
| 2001 | Was macht mein Label Battlereimpriorität Nr. 7              | Erstveröffentlichung: 2001 Taktloss feat. Frauenarzt                                                                                          |
| 2002 | Fick den Bunker Fick MOR                                    | Erstveröffentlichung: 2002 MOK feat. Frauenarzt                                                                                               |
| 2002 | MOR, Fuck You! Fick MOR                                     | Erstveröffentlichung: 2002 MOK feat. Beccy, Frauenarzt, Aml & Azi K.                                                                          |
| 2002 | Bass Crew Clikkke Lyrischer Hooligan                        | Erstveröffentlichung: 2002 als Bass Crew feat. Beccy, Rico & Jope                                                                             |
| 2002 | Brennt den Club ab Lyrischer Hooligan                       | Erstveröffentlichung: 2002 als Bass Crew |
| 2002 | Nicht jede Frau … Lyrischer Hooligan                        | Erstveröffentlichung: 2002 MC Bogy feat. Frauenarzt                                                                                           |
| 2002 | Puta Lyrischer Hooligan                                     | Erstveröffentlichung: 2002 MC Bogy feat. Mach One, Basstard, Frauenarzt & Rico                                                                |
| 2002 | Wir spüren dich auf Lyrischer Hooligan                      | Erstveröffentlichung: 2002 MC Bogy feat. Beccy, Frauenarzt & Vork                                                                             |
| 2002 | Zeig den Atzen Lyrischer Hooligan                           | Erstveröffentlichung: 2002 als Bass Crew |
| 2002 | Porno Film!!! Mein Kampf                                    | Erstveröffentlichung: 2002 King Orgasmus One feat. MOK & Frauenarzt                                                                           |
| 2002 | Das letzte Antwort Obscuritas Eterna                        | Erstveröffentlichung: 15. Mai 2002 MC Basstard feat. Frauenarzt & Jope                                                                        |
| 2002 | Die Disco bebt Obscuritas Eterna                            | Erstveröffentlichung: 15. Mai 2002 als Bass Crew                                                                                              |
| 2002 | Kinder des Zorns Obscuritas Eterna                          | Erstveröffentlichung: 15. Mai 2002 als Bass Crew feat. 4.9.0 Friedhof Chiller & Tony D                                                        |
| 2002 | Helloween Obscuritas Eterna                                 | Erstveröffentlichung: 15. Mai 2002 MC Basstard feat. Frauenarzt, Beccy & Dildolita                                                            |
| 2003 | Casino (RMX) Rap braucht kein Abitur                        | Erstveröffentlichung: 2003 Bass Sultan Hengzt feat. Orgasmus, Frauenarzt, Sady K, Chucky, Kaisaschnitt & Gino Casino                          |
| 2003 | Ich sauf mich zu Rap braucht kein Abitur                    | Erstveröffentlichung: 2003 Bass Sultan Hengzt feat. Frauenarzt                                                                                |
| 2004 | Nur die Starken Der Atzenkeeper                             | Erstveröffentlichung: 2004 MC Bogy feat. Frauenarzt & Beccy                                                                                   |
| 2004 | Es rappelt Verbrechen lohnt sich                            | Erstveröffentlichung: 2004 DJ Manny Marc feat. Frauenarzt & King Orgasmus One                                                                 |
| 2004 | Ghetto Blaster Verbrechen lohnt sich                        | Erstveröffentlichung: 2004 DJ Manny Marc feat. Frauenarzt                                                                                     |
| 2005 | Teilen macht Spaß Alles nur aus Liebe                       | Erstveröffentlichung: 2005 King Orgasmus One feat. Frauenarzt                                                                                 |
| 2005 | Meine Gedanken spielen Tricks Geballte Atzen Power          | Erstveröffentlichung: 2005 MC Bogy feat. Frauenarzt & MC Basstard                                                                             |
| 2005 | Fick sein Leben, fick die Nutte Hirntot                     | Erstveröffentlichung: 2005 Uzi & Blokkmonsta feat. Smoky, Frauenarzt & Zyklon B                                                               |
| 2005 | Jungs im Viertel Papa ist zurück (Single-B-Seite)           | Erstveröffentlichung: 26. Mai 2005 Fler feat. Frauenarzt                                                                                      |
| 2005 | Das wars Hip Hop ist tot                                    | Erstveröffentlichung: 21. September 2005 Manny Marc & Reckless feat. B-Tight, Frauenarzt & Tony D                                             |
| 2005 | Dreckige Fotzen Hip Hop ist tot                             | Erstveröffentlichung: 21. September 2005 Manny Marc & Reckless feat. Frauenarzt                                                               |
| 2005 | Vorhang auf Teil 2 Dogma – Gegen die Zeit                   | Erstveröffentlichung: 28. Oktober 2005 Taktloss & MC Basstard feat. Frauenarzt & MC Bogy                                                      |
| 2005 | Alles wird gut Gangstarboogie: Das Mixtape                  | Erstveröffentlichung: 18. November 2005 MC Bogy feat. Frauenarzt & Chucky                                                                     |
| 2005 | Gefährliche Poeten Gangstarboogie: Das Mixtape              | Erstveröffentlichung: 18. November 2005 als Bass Crew                                                                                         |
| 2005 | Wir bleiben independent Gangstarboogie: Das Mixtape         | Erstveröffentlichung: 18. November 2005 MC Bogy feat. Frauenarzt                                                                              |
| 2005 | Untergrundmilitär In drei Teufels Namen                     | Erstveröffentlichung: Dezember 2005 Uzi, Blokkmonsta & SDBY feat. Mehr Kohle Atzen & Manny Marc                                               |
| 2006 | Deutscher Fußball Rap Deutschland ist Weltmeister           | Erstveröffentlichung: 2006 Manny Marc, Reckless & Corus 86 feat. Automatikk, Frauenarzt, Orgi69, MC Bogy & Massiv                             |
| 2006 | Mob im Block Deutschland ist Weltmeister                    | Erstveröffentlichung: 2006 Manny Marc, Reckless & Corus 86 feat. Frauenarzt                                                                   |
| 2006 | Party Fratzen Deutschland ist Weltmeister                   | Erstveröffentlichung: 2006 Manny Marc, Reckless & Corus 86 feat. Frauenarzt & Chucky                                                          |
| 2006 | Flüsse aus Blut                                             | Erstveröffentlichung: 2006 Blokkmonsta & Schwartz feat. Various Artists                                                                       |
| 2006 | Das Geschäft ist hart Gesichter des Todes                   | Erstveröffentlichung: 2006 Dr. Faustus feat. Frauenarzt                                                                                       |
| 2006 | Grufti Nutte Horror Party                                   | Erstveröffentlichung: 2006 Manny Marc & Reckless feat. Frauenarzt & King Orgasmus One                                                         |
| 2006 | Betäub dich Keina kann helfen                               | Erstveröffentlichung: 2006 Perverz feat. Hirntot 2006, Kaisaschnitt, Skinny AL, Abusex, Frauenarzt, DJ Manny Marc, J-Smart & Schwartz         |
| 2006 | Unser Wort ist Gesetz Lass die Waffen sprechen              | Erstveröffentlichung: 2006 Uzi & Blokkmonsta feat. Frauenarzt & Chucky                                                                        |
| 2006 | Totentanz Schlachthof                                       | Erstveröffentlichung: 2006 Uzi & Blokkmonsta feat. Frauenarzt                                                                                 |
| 2006 | Willkommen in Berlin Fler 90210 Mixtape                     | Erstveröffentlichung: 13. Januar 2006 Fler feat. B-Tight, Frauenarzt, G-Hot, Megaloh, MC Bogy, Sido, Harris, Shizoe & Tony D                  |
| 2006 | Alles oder nichts Gefangen in einem Traum                   | Erstveröffentlichung: 5. Mai 2006 Schlafwandler feat. Frauenarzt & Mr. Long                                                                   |
| 2006 | Das wars (Remix) Dobermann Demotape Part 1                  | Erstveröffentlichung: Juni 2006 Manny Marc feat. Frauenarzt, B-Tight & Tony D                                                                 |
| 2006 | Einzelkampf Dobermann Demotape Part 1                       | Erstveröffentlichung: Juni 2006 Manny Marc feat. Frauenarzt, Massiv & Satanic Steve                                                           |
| 2006 | So geil Dobermann Demotape Part 1                           | Erstveröffentlichung: Juni 2006 Manny Marc feat. Frauenarzt, LD Crew & M-Hot                                                                  |
| 2006 | Tik Tik Dobermann Demotape Part 1                           | Erstveröffentlichung: Juni 2006 Manny Marc feat. Frauenarzt, Gothic & Murdoc                                                                  |
| 2006 | Rotlicht Horrorkore Mixtape Teil 1                          | Erstveröffentlichung: 6. Juni 2006 Basstard & Massiv feat. Frauenarzt & Chucky                                                                |
| 2006 | Berlin Crime Blut gegen Blut                                | Erstveröffentlichung: 14. Juli 2006 Massiv feat. Frauenarzt & MC Bogy                                                                         |
| 2006 | Rotlicht OrgiAnal Arschgeil                                 | Erstveröffentlichung: 4. August 2006 King Orgasmus One feat. Frauenarzt                                                                       |
| 2006 | X-Tasy                                                      | Erstveröffentlichung: 6. Oktober 2006 B-Tight feat. Frauenarzt                                                                                |
| 2006 | Halloween 03 Des kleinen Mannes größten Hits                | Erstveröffentlichung: 17. November 2006 Basstard feat. Beccy, Frauenarzt & Amir                                                               |
| 2006 | Rap Dämon 2005 Des kleinen Mannes größten Hits              | Erstveröffentlichung: 17. November 2006 Basstard feat. Taktloss & Frauenarzt                                                                  |
| 2006 | Wenn die Bullen kommen … Des kleinen Mannes größten Hits    | Erstveröffentlichung: 17. November 2006 als Bass Crew                                                                                         |
| 2007 | Gangbang Connection Cocain Business (Reloaded)              | Erstveröffentlichung: 2. Februar 2007 Abu Sex feat. Frauenarzt                                                                                |
| 2007 | Gangbang-Mafia Cocain Business (Reloaded)                   | Erstveröffentlichung: 2. Februar 2007 Abu Sex feat. Frauenarzt                                                                                |
| 2007 | Voll Assi Flair Airmax Muzik                                | Erstveröffentlichung: 2. Februar 2007 Fler feat. G-Hot & Frauenarzt                                                                           |
| 2007 | Leben oder sterben Verdammt                                 | Erstveröffentlichung: 16. Februar 2007 Basstard & DJ Korx feat. Frauenarzt, Manny Marc, Schlafwandler & Smoky                                 |
| 2007 | Wir gehn weiter Verdammt                                    | Erstveröffentlichung: 16. Februar 2007 Basstard & DJ Korx feat. Frauenarzt                                                                    |
| 2007 | Verbale Kriegskunst Blutsport                               | Erstveröffentlichung: 23. Februar 2007 Manny Marc & Blokkmonsta feat. Frauenarzt, Dr. Faustus, Satanic Steve & Nori.S                         |
| 2007 | Hol die Axt raus Willkommen in Abschaumcity                 | Erstveröffentlichung: 30. März 2007 MC Bogy feat. Frauenarzt                                                                                  |
| 2007 | Keine Konkurrenz Willkommen in Abschaumcity                 | Erstveröffentlichung: 30. März 2007 MC Bogy feat. Frauenarzt & Dirty P.                                                                       |
| 2007 | Zaster, Zaster Willkommen in Abschaumcity                   | Erstveröffentlichung: 30. März 2007 MC Bogy feat. Frauenarzt & Sido                                                                           |
| 2007 | Sauft bis der Arzt kommt Willkommen in Abschaumcity         | Erstveröffentlichung: 18. Mai 2007 Manny Marc, Corus 86 & DJ Reckless feat. Frauenarzt                                                        |
| 2007 | T.M.R.B.C. Totalschaden                                     | Erstveröffentlichung: 14. September 2007 Tony D feat. Frauenarzt                                                                              |
| 2008 | B.C. Zwiespalt (Grau)                                       | Erstveröffentlichung: 27. Januar 2008 als Bass Crew                                                                                           |
| 2008 | Neid und Verrat Atzenkeepers                                | Erstveröffentlichung: 21. März 2008 MC Bogy feat. Frauenarzt                                                                                  |
| 2008 | Polterabend Der Countdown läuft                             | Erstveröffentlichung: 16. Mai 2008 Ali As feat. Tony D & Frauenarzt                                                                           |
| 2008 | Von damals bis Heue 666                                     | Erstveröffentlichung: 30. Mai 2008 Kaisa & Basstard feat. Frauenarzt & Manny Marc                                                             |
| 2008 | Toni der Rodelkönig Electrolore                             | Erstveröffentlichung: 6. Juni 2008 Alexander Marcus feat. Frauenarzt & Manny Marc                                                             |
| 2008 | Dreckige Djangos Desperados                                 | Erstveröffentlichung: 27. Juni 2008 Blokkmonsta & Schwartz feat. Frauenarzt & B-Tight                                                         |
| 2008 | Mundtot Im Fadenkreuz (Die wahre Geschichte der Hassrapper) | Erstveröffentlichung: 19. September 2008 Uzi, Blokkmonsta & Schwartz feat. Kaisa, Frauenarzt, Manny Marc, MC Basstard & B-Tight               |
| 2008 | Can’t Fade Dis Worldwide Cartel                             | Erstveröffentlichung: 24. Oktober 2008 Havikk & Hirntot Posse feat. Blokkmonsta, Uzi, Dr. Faustus, Dr. Jekyll, Schwartz, Frauenarzt & Perverz |
| 2008 | Partytime Goldständer                                       | Erstveröffentlichung: 31. Oktober 2008 B-Tight feat. Frauenarzt                                                                               |
| 2008 | Denk an deine Zukunft Lady Bitch Gay                        | Erstveröffentlichung: 5. Dezember 2008 Schwartz feat. Frauenarzt                                                                              |
| 2009 | Fick nicht mit den Falschen Friss oder stirb                | Erstveröffentlichung: 13. März 2009 Blokkmonsta & Schwartz feat. Frauenarzt                                                                   |
| 2009 | 9mm #3 (Schießen um zu töten) Mörder sprechen nicht         | Erstveröffentlichung: 15. Mai 2009 Dr. Jekyll & Schwartz feat. Frauenarzt                                                                     |
| 2009 | Hirntot Posse Mörder sprechen nicht                         | Erstveröffentlichung: 15. Mai 2009 Dr. Jekyll & Schwartz feat. Hirntot Posse, Frauenarzt, Dosia Demon, Kingpin Skinny Pimp, Mr. Sche & T-Rock |
| 2009 | Alles hat ein Ende Fleisch hat immer Saison                 | Erstveröffentlichung: 10. Juli 2009 Imbiss Bronko feat. Atzen Musik                                                                           |
| 2009 | Gefährliche Atzen Der Teenislasher                          | Erstveröffentlichung: 30. Oktober 2009 Schwartz feat. Hirntot Posse, Hässlich Rap, Frauenarzt, Korkyone, King Hannibal & Gaizteskrank         |
| 2009 | Profiliga Auf die harte Tour                                | Erstveröffentlichung: 13. November 2009 Dr. Faustus & SDBY feat. Blokkmonsta, Schwartz, Frauenarzt, Smoky & King Orgasmus                     |
| 2010 | Blitzkrieg Alter Scheiß drauf (Single-B-Seite)              | Erstveröffentlichung: 19. Februar 2010 Betty Blitzkrieg feat. Die Atzen                                                                       |
| 2010 | Rollin’ Like a Bozz Azphalt Inferno 2                       | Erstveröffentlichung: 9. April 2010 Azad feat. Manuellsen & Frauenarzt                                                                        |
| 2010 | Technopilot (DummeJungs Remix) Technopilot (Single-B-Seite) | Erstveröffentlichung: 23. April 2010 Kool Savas feat. Die Atzen & Olli Banjo                                                                  |
| 2010 | Bis die Polizei kommt Kenneth allein zu Haus                | Erstveröffentlichung: 7. Mai 2010 Kay One feat. Frauenarzt                                                                                    |
| 2010 | Spiel mit dem Feuer Mit der Maske                           | Erstveröffentlichung: 21. Mai 2010 Blokkmonsta feat. Frauenarzt & DJ Tomekk                                                                   |
| 2010 | Blah Blah Blah Wir bringen das Drama                        | Erstveröffentlichung: 17. August 2010 Blokkmonsta & Rako feat. Frauenarzt                                                                     |
| 2010 | Disco Pogo Show Us Your Hits                                | Erstveröffentlichung: 3. Dezember 2010 Jimmy Pop feat. Die Atzen                                                                              |
| 2010 | Breakdance Freezy Bumaye 2.0 – Es war alles meine Idee      | Erstveröffentlichung: 10. Dezember 2010 Eko Fresh feat. Frauenarzt                                                                            |
| 2010 | Leichenteile Hurensohn Holocaust Zero                       | Erstveröffentlichung: 17. Dezember 2010 Schwartz feat. Various Artists                                                                        |
| 2010 | Früher einmal Scheiß auf Hip oder Hop                       | Erstveröffentlichung: 17. Dezember 2010 Blokk & Korx feat. Frauenarzt                                                                         |
| 2011 | Clap Your Hands Фотоальбом                                  | Erstveröffentlichung: 1. Januar 2011 St1m feat. Frauenarzt                                                                                    |
| 2011 | Rand II Rebell ohne Grund                                   | Erstveröffentlichung: 28. Januar 2011 Prinz Pi feat. Timi Hendrix, Frauenarzt & Biztram                                                       |
| 2011 | Allein in der Dunkelheit Krieche aus der Tiefe              | Erstveröffentlichung: 8. April 2011 Schwartz feat. Frauenarzt & Jayson                                                                        |
| 2011 | B.C. Soldat Zwiespalt (Weiß)                                | Erstveröffentlichung: 24. Juni 2011 als Bass Crew                                                                                             |
| 2011 | Nach vorne! Zwiespalt (Weiß)                                | Erstveröffentlichung: 24. Juni 2011 Basstard feat. Dystrust & Die Atzen                                                                       |
| 2011 | Du gehörst dazu Bis einer weint                             | Erstveröffentlichung: 22. Juli 2011 DNP feat. Die Atzen & Sudden                                                                              |
| 2011 | Mammuts Todesschwadron                                      | Erstveröffentlichung: 21. Dezember 2011 Blokkmonsta & Schwartz feat. Frauenarzt                                                               |
| 2012 | Hier kann ja jeder tanzen Brille                            | Erstveröffentlichung: 24. Februar 2012 DCVDNS feat. Frauenarzt                                                                                |
| 2012 | Du weisst nichts Zu hart für den Markt                      | Erstveröffentlichung: 30. März 2012 Blokk & Smoky feat. Frauenarzt                                                                            |
| 2012 | Echte Jungs Doom Rap                                        | Erstveröffentlichung: 15. Juni 2012 Blokkmonsta feat. Frauenarzt, Sady K & Jasha                                                              |
| 2012 | Ehre und Stärke Ek to the Roots                             | Erstveröffentlichung: 31. August 2012 Eko Fresh feat. Frauenarzt, Mr Capone E & Serious Sam                                                   |
| 2012 | Kassettendecks und Snapbackcaps Roboblokk                   | Erstveröffentlichung: 31. August 2012 Blokkmonsta feat. Die Atzen                                                                             |
| 2013 | Diese Welt ist ein Puff Der Spermanist                      | Erstveröffentlichung: 15. März 2013 Schwartz feat. Frauenarzt                                                                                 |
| 2013 | Ich bin im Reinen mit mir Eksodus                           | Erstveröffentlichung: 23. August 2013 Eko Fresh feat. Frauenarzt & Capkerz                                                                    |
| 2013 | Die Nacht (sie liebt mich) Träume kann man leben            | Erstveröffentlichung: 6. September 2013 Chris Prinz feat. Frauenarzt                                                                          |
| 2013 | 30-11-80                                                    | Erstveröffentlichung: 29. November 2013 Sido feat. Various Artists                                                                            |
| 2014 | Hop hop hurra #hangster                                     | Erstveröffentlichung: 17. Januar 2014 Psaiko.Dino feat. Die Atzen                                                                             |
| 2014 | Ich seh gut dabei aus Endlich erwachsen                     | Erstveröffentlichung: 4. April 2014 Bass Sultan Hengzt feat. Die Atzen & Serk                                                                 |
| 2014 | Alte Schule Schwartz auf Weiss                              | Erstveröffentlichung: 24. November 2014 Schwartz feat. Frauenarzt & Hans Solo                                                                 |
| 2015 | Retro                                                       | Erstveröffentlichung: 9. Januar 2015 B-Tight feat. Vokalmatador Frauenarzt & MC Bogy                                                          |
| 2015 | F.I.C.K.D.I.C.H. Zurück in die Zukunst                      | Erstveröffentlichung: 22. Mai 2015 SDP feat. Frauenarzt                                                                                       |
| 2015 | Berliner Chaoten Meister der Zeremonie                      | Erstveröffentlichung: 26. Juni 2015 Basstard feat. Bogy, Manny Marc & Frauenarzt                                                              |
| 2015 | Unter Deck Rapunderdog                                      | Erstveröffentlichung: 28. August 2015 ERRdeKa feat. Frauenarzt                                                                                |
| 2015 | Skrupellos und stark verwahrlost Porno Rap                  | Erstveröffentlichung: 9. Dezember 2015 King Orgasmus One feat. Frauenarzt & DJ Reckless                                                       |
| 2016 | Club Money City Tarif                                       | Erstveröffentlichung: 17. Februar 2016 Haiyti feat. Frauenarzt                                                                                |
| 2016 | Nix Salamanderschnops                                       | Erstveröffentlichung: 27. Juli 2016 Aloof: Slangin & Young Krillin feat. Frauenarzt                                                           |
| 2016 | Routine Die letzte EP                                       | Erstveröffentlichung: 28. Oktober 2016 Taktloss feat. Frauenarzt                                                                              |
| 2016 | Bling Blang Die letzte EP                                   | Erstveröffentlichung: 18. November 2016 Hustensaft Jüngling feat. Frauenarzt                                                                  |
| 2017 | Mörder Wer hat das Gras weggeraucht?                        | Erstveröffentlichung: 3. Februar 2017 B-Tight feat. Frauenarzt                                                                                |
| 2017 | Sladorama Wer hat das Gras weggeraucht?                     | Erstveröffentlichung: 3. Februar 2017 B-Tight feat. Frauenarzt, Orgi69, Sido, Taktloss, Bogy, Vokalmatador & Rhymin Simon                     |
| 2017 | Fotzen im Club (Remix) Asozialisierungsprogramm (Remixe)    | Erstveröffentlichung: 19. Mai 2017 SXTN feat. Frauenarzt, Lumaraa & Roxy                                                                      |
| 2017 | Straße brennt Ich kenn schöne Mädchen                       | Erstveröffentlichung: 1. September 2017 Hugo Nameless feat. Frauenarzt                                                                        |
| 2017 | Taco Bell König von Deutschland                             | Erstveröffentlichung: 22. September 2017 Eko Fresh feat. Frauenarzt & Silkk the Shocker                                                       |
| 2018 | Stapel Tapes Spieler der Liebe                              | Erstveröffentlichung: 2. März 2018 Skinny Finsta feat. Frauenarzt, MC Bogy & Satanic Steve                                                    |
| 2018 | Wow! Hustlebach                                             | Erstveröffentlichung: 1. Juni 2018 Plusmacher feat. Frauenarzt & MC Bomber                                                                    |
| 2018 | Geil für immer Welcome to the Hood                          | Erstveröffentlichung: 21. September 2018 King Orgasmus One feat. Frauenarzt                                                                   |
| 2018 | Süd Rap Stars Mythos (Deluxe-Edition)                       | Erstveröffentlichung: 28. September 2018 Bushido feat. King Orgasmus One & Frauenarzt                                                         |
| 2019 | Hustle Non Stop Trap Tape                                   | Erstveröffentlichung: 5. Juli 2019 DJ Reckless feat. Frauenarzt & Skinny Finsta                                                               |
| 2020 | Nutten & Zaster Acid, Bass & Zappeln                        | Erstveröffentlichung: 18. März 2020 DJ Reckless & MC Bomber feat. Shacke One & Frauenarzt                                                     |
| 2021 | Lösch meine Nummer Herzi                                    | Erstveröffentlichung: 5. März 2021 Herzog feat. KKuba102 & Frauenarzt                                                                         |
| 2021 | Dangerzone Psycho aktiv                                     | Erstveröffentlichung: 2. Juli 2021 Dr. Faustus feat. Frauenarzt                                                                               |
| 2021 | Gangsta for Life Abi                                        | Erstveröffentlichung: 1. Oktober 2021 Eko Fresh feat. Toni der Assi, Young Bleed & Frauenarzt                                                 |
| 2022 | Ruf die Polizei an Große Freiheit                           | Erstveröffentlichung: 14. Januar 2022 Gzuz feat. Frauenarzt                                                                                   |
| 2022 | Pusher Lass es uns kriegen                                  | Erstveröffentlichung: 4. Februar 2022 Big Toe feat. Frauenarzt                                                                                |
| 2022 | Shake 8 (Deluxe Version)                                    | Erstveröffentlichung: 4. August 2022 Diloman feat. Frauenarzt                                                                                 |
| 2022 | Sie wissen’s Kult                                           | Erstveröffentlichung: 16. September 2022 Blokkmonsta, Uzi & Perverz feat. Frauenarzt & Kingpin Skinny Pimp                                    |
| 2022 | Ich weiss Veli mittendrin                                   | Erstveröffentlichung: 11. November 2022 Crackaveli feat. Frauenarzt                                                                           |

| Jahr | Titel Album                                                                        | Anmerkungen                                                                                   |
| ---- | ---------------------------------------------------------------------------------- | --------------------------------------------------------------------------------------------- |
| 2005 | Anklage Nr. 5 Aggro Ansage Nr. 5                                                   | Erstveröffentlichung: 2. Dezember 2005 B-Tight, Fler, Tony D, Sido feat. Frauenarzt           |
| 2006 | Die Nacht bricht an Süßes, sonst Stich 2                                           | Erstveröffentlichung: 2006 mit Uzi, Blokkmonsta, Dr. Jekyll, Onkel Size, Schwartz & R.O.D     |
| 2007 | Drama Süßes, sonst Stich 3                                                         | Erstveröffentlichung: 31. Oktober 2007 mit Blokkmonsta                                        |
| 2008 | Dies sind die Raps Dies sind die Raps die ihr immer hören wolltet                  | Erstveröffentlichung: 20. März 2008 mit Smoky                                                 |
| 2008 | Flip aus Dies sind die Raps die ihr immer hören wolltet                            | Erstveröffentlichung: 20. März 2008                                                           |
| 2008 | Ich sprech mein Leben lang im Slang Dies sind die Raps die ihr immer hören wolltet | Erstveröffentlichung: 20. März 2008 mit Basstard & Jope                                       |
| 2008 | In der Stadt Dies sind die Raps die ihr immer hören wolltet                        | Erstveröffentlichung: 20. März 2008 mit Manny Marc                                            |
| 2008 | Push Dies sind die Raps die ihr immer hören wolltet                                | Erstveröffentlichung: 20. März 2008 mit Sez1, Schmaler Schatten, Sicc, Schlafwandler & Jayson |
| 2008 | Undissbar Aggro Anti Ansage Nr. 8                                                  | Erstveröffentlichung: 5. Dezember 2008                                                        |
| 2009 | Kondome Aggro Berlin Label Nr. 1 – 2001–2009                                       | Erstveröffentlichung: 4. September 2009 Fler feat. B-Tight & Frauenarzt                       |
| 2011 | Südberlin Free Blokk & Hässlich Rap                                                | Erstveröffentlichung: 31. Oktober 2011 als Bass Crew                                          |
| 2018 | Auf der Flucht Falco – Sterben um zu leben                                         | Erstveröffentlichung: 25. Mai 2018 feat. Falco                                                |
| 2021 | Extasy Sampler 5                                                                   | Erstveröffentlichung: 13. Mai 2021 Bonez MC feat. Frauenarzt                                  |

| Jahr | Titel Soundtrack               | Anmerkungen                                                 |
| ---- | ------------------------------ | ----------------------------------------------------------- |
| 2003 | Prolletik Poetik Orgi Pörnchen | Erstveröffentlichung: 2003 mit King Orgasmus One            |
| 2004 | Das Pornoduo Orgi Pörnchen 2   | Erstveröffentlichung: 2004 mit King Orgasmus One            |
| 2006 | Erotica Orgi Pörnchen 4        | Erstveröffentlichung: Dezember 2006 Kamila feat. Frauenarzt |
| 2008 | Ahhhunga Orgi Pörnchen 5       | Erstveröffentlichung: 18. April 2008 als Porno Mafia        |

### Videoalben
| Jahr | Titel Musiklabel                                           | Anmerkungen |
| ---- | ---------------------------------------------------------- | --- |
| 2008 | Atzen Musik Vol. 1 (Limited Edition) Kontor Records (Edel) | Erstveröffentlichung: 10. Oktober 2008 als Die Atzen Bonus-DVD; Verkäufe werden Atzen Musik Vol. 1 hinzuaddiert |

## Statistik

### Chartauswertung
|                     | DE    | AT    | CH    |
| ------------------- | ----- | ----- | ----- |
| Nummer-eins-Alben   | DE—DE | AT—AT | CH—CH |
| Top-10-Alben        | DE5DE | AT1AT | CH—CH |
| Alben in den Charts | DE9DE | AT6AT | CH5CH |

|                       | DE     | AT     | CH    |
| --------------------- | ------ | ------ | ----- |
| Nummer-eins-Singles   | DE1DE  | AT—AT  | CH—CH |
| Top-10-Singles        | DE4DE  | AT4AT  | CH—CH |
| Singles in den Charts | DE13DE | AT10AT | CH6CH |

### Auszeichnungen für Musikverkäufe
| Goldene Schallplatte - Europa (Impala) - 2011: für das Album Atzen Musik Vol. 2 - 2011: für die Single Disco Pogo | Diamantene Schallplatte - Europa (Impala) - 2011: für die Single Das geht ab! (Wir feiern die ganze Nacht) |

Anmerkung: Auszeichnungen in Ländern aus den Charttabellen bzw. Chartboxen sind in ebendiesen zu finden.
| Land/RegionAuszeichnungen für Musikverkäufe (Land/Region, Auszeichnungen, Verkäufe, Quellen) | Gold     | Platin     | Diamant  | Verkäufe  | Quellen           |
| -------------------------------------------------------------------------------------------- | -------- | ---------- | -------- | --------- | ----------------- |
| Deutschland (BVMI)                                                                           | Gold1    | 4× Platin4 | —        | 1.400.000 | musikindustrie.de |
| Europa (Impala)                                                                              | 2× Gold2 | —          | Diamant1 | (350.000) | Einzelnachweise   |
| Insgesamt                                                                                    | 3× Gold3 | 4× Platin4 | Diamant1 |           |                   |